# Insignia Bomberos de París

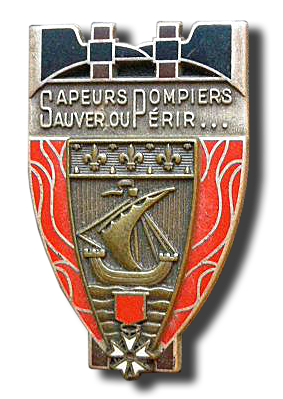
Insignia BSPP de hachas negras

La insignia de pecho de los Bomberos de París (BSPP) es una marca de reconocimiento, orgullo y pertenencia al cuerpo. Se puede leer en la parte superior "Sapeur Pompers" (Bomberos Zapadores) y el lema del cuerpo, "Sauver ou Périr" (Salvar o Morir). Comúnmente es denominada "la doncella del Cuerpo" y va ubicada en el ojal del bolsillo de la camisa. Se empezó a utilizar en el año 1942.

## Historia
Durante el otoño de 1941, se lanzó un concurso para la realización de una insignia para los bomberos de París. Este concurso lo ganó André Clement, un electricista. Está formada por el arma de la ciudad de París (barco sobre las olas) rodeada de llamas rojas, en la parte inferior la Legión de Honor (otorgada a la bandera el 14 de julio de 1902) y dos 2 hachas negras.
El 20 de enero de 1942 se dispusieron de las primeras insignias, pero el coronel Maurelle la puso obligatoria el 22 de septiembre de 1945. Entre 1942 y 1944, las hachas se convirtieron en color azul por orden del Coronel Camus, porque los colores blanco, rojo y negro se correspondían con los colores de la bandera nazi.
La insignia fue homologada en 1971 y en el año 1989, por decisión del General Gordon (comandante de laBSPP), los hierros de las hachas volvieron a su color negro. Lo que demuestra que los negros predominan en nuestra comunidad de hoy en día.
Los fabricantes de esta insignia eran las empresas Drago y Ballard